# امانوئل شلختر
امانوئل شلختر (لهستانی: Emanuel Schlechter؛ ‏ ۱۰ سپتامبر ۱۹۰۴ – ۱۱ نوامبر ۱۹۴۳) هنرمند، فیلم‌نامه‌نویس،  ترانه‌سرا، نویسنده لیبرتو، مترجم، آهنگساز و طنزنویس اهل لهستان بود.
از فیلم‌هایی که وی در آن‌ها نقش داشته است، می‌توان به قلب مادر، همسایه‌ها، خانه‌به‌دوش، روبرت و برترام و شوهرم امشب چه می‌کند؟ اشاره نمود.